# Kisgyörgy Gergely
Kisgyörgy Gergely (Budapest, 1976. március 8.) magyar teniszező. Nagyanyja a világbajnoki ezüstérmes sportlövész Kisgyörgy Lajosné, édesapja magyar bajnok lövész.

## Sportpályafutása

### Utánpótlás évei
Testvére teniszezett így került a sportág közelébe. Az MTK-ban kezdett teniszezni, nevelőedzője Molnár István volt. Már utánpótlás szinten is ért el sikereket. 1988-ban nemzetközi Fair Play díjat nyert. Egy verseny döntőjében az ellenfele, aki esélyesebb volt a győzelemre, megsérült. Kisgyörgy ekkor a meccs elhalasztását kérte a könnyű győzelem helyett. Amikor lehetőség volt a meccs lejátszására, a papírforma szerint az ellenfél, Gelányi Szabolt nyert. Az ő édesapja mondta el az esetet egy újságírónak, aki továbbadta Kamuti Jenőnek. Ennek köszönhető a díj. Fair Play video Archiválva 2010. június 26-i dátummal a Wayback Machine-ben
1990-ben újonc Európa-bajnok lett Sávolt Attilával.

### Felnőtt pályafutása
Első jelentősebb eredménye egy jugoszláviai versenyen negyeddöntőjébe jutás jelentette 1998-ban. Ezt Budapesten újra elérte, majd egy másik magyarországi versenyt is megnyert. Novemberben Chilében három versenyen indult, melyek közül az elsőn az elődöntőig jutott.
1999 júniusában Olaszországban jutott el egy verseny negyeddöntőjéig, majd Budapesten egy future versenyen lett második. Szeptemberben Szkopjében szintén a döntőig menetelt. Itt 2.120 dollárt és 43 ATP pontot szerzett. Októberben Paraguayban indult és ismét a döntőben szenvedett vereséget. Ezután Chilében négy versenyen indult. Innen egy elődöntős és egy negyeddöntős szereplést ért el, majd Argentínában lett jutott a nyolc közé.
2000 szeptemberében egy ukrajnai versenyen lett döntős, ahol finn ellenfelétől szenvedett vereséget. Októberben Mexikóban Guadelupe Zacatenas pályáin szerzett tornagyőzelmet. Ez volt utolsó tornagyőzelme. Ezt követően még kétszer került döntőbe (legutóbb 2002 augusztusában Szlovákiában). A 2005-ös Raiffeisen versenyeken elért legjobb eredménye egy negyeddöntő volt.
Párosban kiváló eredményekkel rendelkezik. 2004-ben, Wimbledonban Łukasz Kubot oldalán az első körben legyőzték a Chela/Horna duót, a majd kikaptak a Bryan testvérpártól.
Páros karrierjét 1993-ban kezdte a budapesti challenger tornán, ahol a legjobb négyig jutott, ennél nagyobb sikerig 1998-ig kellett várni. Ekkor is a budapesti future versenyen a szerb Petrovic oldalán tudott győzni. 1999-ben öt fináléjából hármat megnyert, de 2000-ben is elért két tornagyőzelmet. A következő évben öt döntőből kettőt sikerrel teljesített, 2002-ben egy döntőt játszott, de azt elvesztette.
A 2003-as évben újra jó eredményeket ért el. Három portugáliai tornája közül kettőn döntőt játszott. Majd Olaszországban három versenyből háromszor lett tornagyőztes. Kétszer Giancarlo Petrazzuolo, egyszer pedig Igor Andrejev partnereként. Ezután hazatért és három hét alatt két future és egy challenger versenyt nyert meg, mindháromszor Bardóczky Kornél oldalán. A következő héten Ljubljanában is megnyerte a finálét Leonardo Azzaroval párban. Hét győzelem zsinórban. Ezután három versenyen egy elő- és egy negyeddöntő, majd az oberstaufeni challengeren Bardóczkyval és az utána következő budaörsi challengeren Azzaroval is győzni tudott. Ezután három elődöntő és két negyeddöntő jött challenger versenyeken, 2004 áprilisában pedig a római challengeren újra tornagyőzelmet ért el. Itthon megnyerte a budaörsi versenyt megint Bardóczkyval. A páros a wimbledoni verseny páros főtáblájára került. Több elődöntő után 2005 augusztusában a szolnoki versenyt is megnyerte Bardóczkyval.
Egyik legnagyobb eredménye és sikere, hogy 2004-ben párosban játszhatott Wimbledonban, illetve az Australian Openen egyéniben.
1997-2007 között tagja volt a magyar Davis Kupa csapatnak. 38 DK meccséből 23-at nyert meg.

## Eredményei

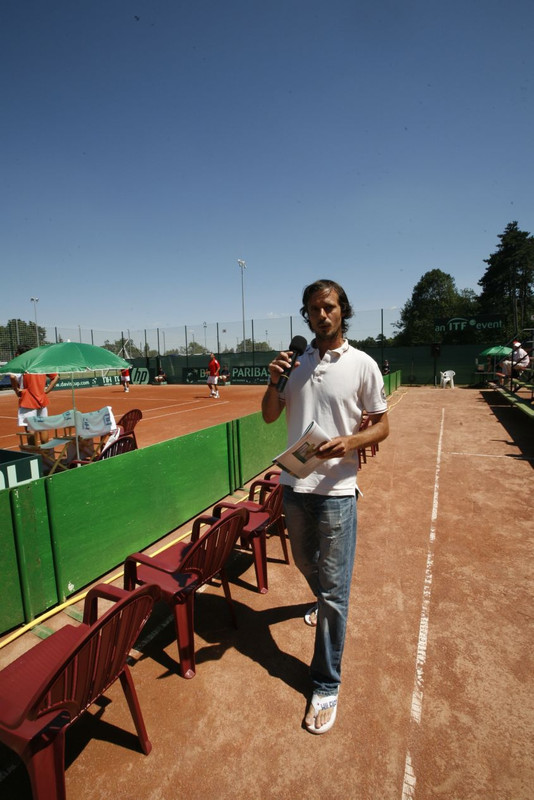

### Korosztályos
- 1990. korosztályos EB páros I. hely

### Felnőtt
- 2-szeres magyar bajnok párosban
- 3-szoros magyar bajnok csapatban
- 4-szeres magyar bajnoki II. hely egyéniben
- 2003: 9 tornagyőzelem párosban
- 1997-től Davis Kupa játékos

### Legjobb ranglista helyezések
- 2000: Legjobb egyéni helyezés: ATP 301.
- 2003: Legjobb páros helyezés: ATP 121.

## Díjai
- 1988: Nemzetközi Fair Play Díj

## Egyesületei
- MTK-VM 1983-
- Tordas SE 2003-
- Diego Teniszklub (2010-től FTC Diego) 2006-

### Diego Teniszklub
Kisgyörgy Gergely vezetésével a Diego felnőtt férfi csapata évről évre jutott előre a hazai csapatbajnokságban. 2009-ben feljutottak a szuperligába, ahol 2010-ben a negyedik helyet szerezte meg.
Időközben több korosztályos és női csapat is alakult, melyek különböző ligákban szerepelnek.
2010-ben az irányítása alatt egyesült a Diego csapata az FTC-vel, így elindult az FTC-Diego Tenisz szakosztály.

## Magyar Teniszért Alapítvány
A Magyar Teniszért Alapítvány célul tűzte ki a kiemelkedően tehetséges, a teniszezés terén már bizonyított, eltökélt 11-14 éves fiatalok támogatását, hogy élsportolókká válhassanak, és jó eséllyel kapcsolódhassanak be a nemzetközi versenysorozatok küzdelmeibe. A kiválasztott gyermekek megfelelő fejlődés esetén egy életre szóló lehetőséget kapnak, akár felnőtt játékos pályafutásuk során is.